# نوول
نوول (به انگلیسی: Novell, Inc.، با تلفظ ‎/noʊˈvɛl/‎) یک شرکت آمریکایی چندملیتی تولیدکنندهٔ نرم‌افزار و خدمات بود که مرکز آن در پرووو قرار داشت. مالکیت این شرکت از سال ۲۰۱۱ به گروه اتکمنت منتقل شد. از نوامبر ۲۰۱۴ که گروه اتچمیت توسط شرکت انگلیسی مایکرو فوکوس خریداری شد، نام تجاری نوول نیز به این شرکت منتقل شد و عملاً دیگر شرکت نوول وجود خارجی ندارد.
در دهه ۱۹۸۰ و ۱۹۹۰ میلادی محصولات شرکت نوول (خصوصاً سیستم‌عامل کارگزارهای شبکه موسوم به Netware و نرم‌افزار مدیریت اطلاعات موسوم به Btrieve) بسیار معروف و پرطرفدار بود. اما به تدریج محصولات این شرکت در برابر محصولات سایر شرکت‌ها رنگ باخت و کسب و کار این شرکت رو به افول نهاد.
نوول سپس به تولید نرم‌افزارهای سازمانی با هدف بالا بردن بازدهی افراد، امن‌کردن محیط کار و آسان‌ساختن مدیریت آن پرداخت. این شرکت از هزاران سازمان در سطح جهان با محصولاتی برای همکاری، مدیریت نقاط پایانی و پرونده‌ها و شبکه‌های رایانه‌ای پشتیبانی می‌کرد.
نوول نقش بزرگی در ساختن یوتا ولی داشته‌است که تمرکز آن بر روی گسترش نرم‌افزار است و به پیدایش شبکه‌های محلی که موجب کنار رفتن مدل رایج رایانه‌های بزرگ شد کمک کرد و موجب تغییر رایانش در سطح جهان شد.

## واژه‌نامه
1. ↑  Utah Valley